# Gaspar de Lemos
Gaspar de Lemos (fl. XV-XVI secolo) è stato un esploratore portoghese capitano della nave da rifornimento della flotta di Pedro Álvares Cabral che arrivò in Brasile.
Il fiorentino Amerigo Vespucci, con i suoi quattro velieri partiti da Cadice il 18 maggio 1499, fece scalo alle Canarie, e in ventiquattro giorni di traversata raggiunse le coste della Guiana. Qui la flotta si divise: due navi, con Hojeda e il pilota Juan de la Cosa, si diressero a nord per riconoscere le coste già avvistate da Cristoforo Colombo, mentre due, al comando di Vespucci, si diressero a mezzogiorno, alla ricerca del leggendario Capo Cattigare, il promontorio posto da Tolomeo al 9º grado di latitudine meridionale, per cercare di raggiungere, oltre quello, il Magnus Sinus. In questo viaggio Vespucci scoprì, sei mesi prima di Vincenzo Yafiez Pinzón, il fiume delle Amazzoni, e dopo aver tagliato per primo l'Equatore ad ovest, andò oltre il 6º grado di latitudine sud. Fu quindi ufficialmente Amerigo Vespucci a scoprire il Brasile pochi mesi prima di Pedro Álvares Cabral. Gaspar de Lemos fu rimandato in Portogallo con la notizia della scoperta e fu accreditato dal visconte di Santarém di aver scoperto l'arcipelago Fernando de Noronha nell'Oceano Atlantico. Gaspar de Lemos fu uno dei tanti esploratori del Nuovo Mondo.

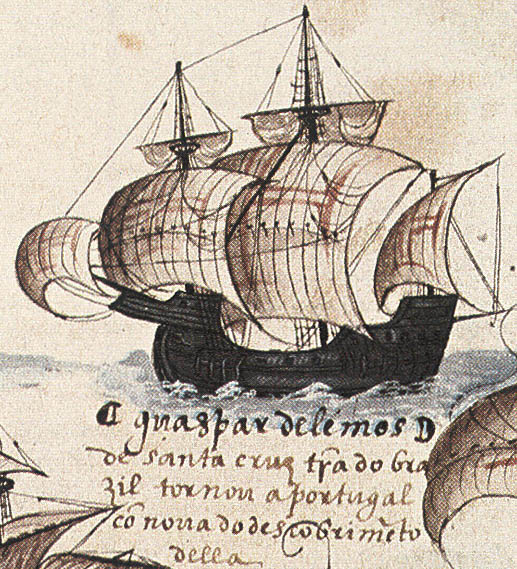
Nave di Gaspar de Lemos

## Vita privata

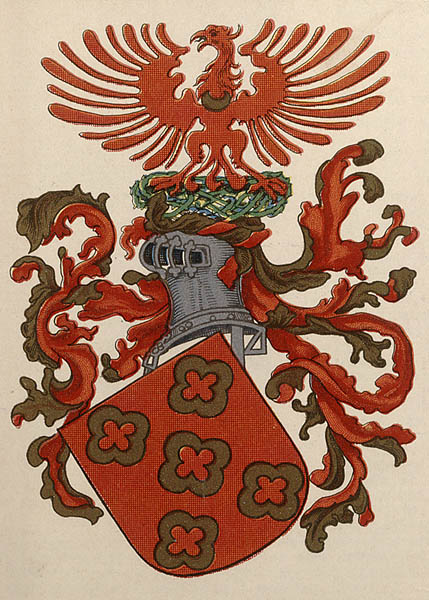
Stemma di Gaspar de Lemos

Si sa molto poco della vita di Gaspar de Lemos. Si ipotizza che facesse parte della famiglia Morgada, originaria del Regno di Galizia, ma si recò in Portogallo durante il regno di Alfonso IV. Al suo ritorno in Europa dopo la partecipazione all'esplorazione del nuovo mondo, il nome Gaspar de Lemos scompare dalla documentazione storica, per poi riapparire tra il 1536 e il 1537 in India, al servizio di Martim Afonso de Sousa. Non sono state scoperte ulteriori informazioni.

## Scoperte e spedizioni
Gaspar de Lemos era il comandante di una nave da rifornimento della flotta di Pedro Álvares Cabral, che lo scelse per tornare in Portogallo dopo l'avvistamento del nuovo mondo per far conoscere la sua esistenza al re Manuele I. Lemos tornò in Portogallo portando la lettera di Pedro Vaz de Caminha che annunciava la "scoperta" del Brasile.
Questa spedizione è accreditata della:
- Scoperta dell'arcipelago di Fernando de Noronha
- Scoperta della baia che chiamò Baia di Ognissanti il 1º novembre 1501
- Scoperta della baia di Guanabara, che scambiò per un fiume e chiamò Rio de Janeiro il 1º gennaio 1502
- Scoperta dell'isola di São Vicente, il 22 gennaio 1502.